# Schlacht bei Wimpfen
Pilsen – Vražda – Sablat – Weißer Berg – Mingolsheim – Wimpfen – Höchst – Fleurus – Stadtlohn
Die Schlacht bei Wimpfen am 6. Mai 1622 war eine bedeutende Schlacht in der ersten Phase des Dreißigjährigen Krieges, dem Böhmisch-Pfälzischen Krieg. Sie wurde zwischen Wimpfen, Biberach, Obereisesheim und Untereisesheim geschlagen und endete mit dem Sieg der katholischen, bayerischen und spanischen Truppen unter Tilly und Córdoba über den lutherischen Markgrafen Georg Friedrich von Baden-Durlach.

## Geschichte

### Aufzug der Truppen
Tilly hatte am 27. April die Schlacht bei Mingolsheim verloren und sich mit seinem 15.000 Mann starken katholischen Heer quer durch den Kraichgau in Richtung des Neckarübergangs bei Wimpfen zurückgezogen. Die fast 70.000 Mann starke protestantische Armee folgte zunächst Tillys Truppen, trennte sich dann aber bei Schwaigern. Mansfeld zog in die Nordpfalz, der badische Markgraf Georg Friedrich hielt mit 13.000 Mann, nach anderen Quellen waren es 20.000, weiterhin Fühlung zu Tillys katholischen Truppen, die auf ihrem Weg das Land ausplünderten. Am 5. Mai zogen die badischen Truppen von Schwaigern über Kirchhausen und das von Tilly geplünderte Biberach in Richtung Wimpfen, um dort die katholischen Truppen anzugreifen.

Noch am Abend des 5. Mai 1622 überquerte das von Südwesten kommende badische Heer den Hochwasser führenden Böllinger Bach bei Obereisesheim und stellte sich auf einer Frontlänge von rund 2 Kilometern in Schlachtordnung auf: das Fußvolk in der Heilbronner Klinge, die Reiterei am Rosenberg und die Geschütze bei den Weinbergen des Böllinger Hofes. Tillys Truppen bezogen nördlich davon in und um den Obereisesheimer Dornetwald Stellung. Den westlichen Flügel bildeten dabei die spanischen Truppen unter Córdoba. Tillys Hauptquartier befand sich in der Wimpfener Cornelienkirche, unweit davon ließ er die Altenberg-Schanze errichten. Ein Gemälde in der Wimpfener Dominikanerkirche, die Tillys Waffenplatz war, zeigt den Feldherrn im Gebet vor der damals noch in der Cornelienkirche befindlichen Sitzenden Madonna, während im Hintergrund die Schlacht schon tobt. Erste Vorpostenscharmützel gab es bereits am Abend, sie ebbten aber mit Einbruch der Dunkelheit ab.

### Verlauf der Schlacht
Am frühen Morgen des 6. Mai 1622 eröffnete Tillys Artillerie die Schlacht. Die überlegene badische Artillerie antwortete und wurde durch bayerische Kavallerie erfolglos angegriffen, da sie durch die Reiterei des Markgrafen zurückgeworfen wurde. Die Gefechte zur gegenseitigen Zermürbung dauerten bis gegen 11 Uhr an. Córdoba hielt sich noch zurück, da man auf katholisch-ligistischer Seite immer noch damit rechnete, dass die Armee Mansfelds in ihrem Rücken in die Schlacht eingreifen könnte. Markgraf Georg Friedrich wiederum war die Anwesenheit der Truppen Córdobas nicht bekannt, und er setzte darauf, den Angriff Tillys auf seine starke Wagenburg abzuwarten. So fehlte beiden Seiten zunächst der Wille zu energischen Angriffen, und die Kampfhandlungen kamen zum Erliegen. Berichte, nach denen Tilly formell um eine Waffenruhe nachgesucht habe, sind nicht bestätigt. Jedenfalls kam es zwischen 11 und 14 Uhr zu keinen wesentlichen Kämpfen. Während sich Tillys Verbände erholten, gruppierte der Markgraf seine Einheiten in dieser Zeit um.

Am frühen Nachmittag attackierten Tillys Truppen überraschend den rechten Flügel des Markgrafen, dessen lothringische Reiter daraufhin die Flucht in Richtung Neckargartach ergriffen. Gegen 17.30 Uhr explodierte durch einen Kanonentreffer im offenen Pulverwagen der markgräflichen Truppen deren Munitionslager. Ein Teil des markgräflichen Heeres verfiel in Panik und ergriff die Flucht, wodurch es Tillys Truppen gelang, immer weiter nach Süden und Osten vorzudringen. Gegen 18 Uhr fiel Herzog Magnus von Württemberg, der auf Seiten des Markgrafen sein Kürassierregiment angeführt hatte. Kurz darauf gelang es Tillys Truppen, die markgräfliche Wagenburg mitsamt den Geschützen einzunehmen. Gegen 20 Uhr ergab sich die markgräfliche Besatzung von Obereisesheim. Die Bevölkerung des Ortes war bereits am Nachmittag über den Neckar geflohen.
Die unterlegenen markgräflichen Truppen, die von Norden und Westen durch Tilly bedrängt wurden, waren im Osten vom Neckar und im Süden vom angeschwollenen Böllinger Bach eingeschlossen. Der Markgraf hatte, vermutlich im Vertrauen auf seinen eigenen Sieg, keinen Fluchtweg für seine Truppen bedacht. Nur eine einzige Brücke bei der Böllinger Mühle führte über den Böllinger Bach, vor der sich die Fliehenden stauten und von Tillys Reiterei eingeholt und niedergemetzelt wurden. Bis zum Abend soll es nach einigen Quellen insgesamt gegen 5000 Tote gegeben haben, davon etwa 4000 auf dem Schlachtfeld und 600 auf umliegenden Gemarkungen.

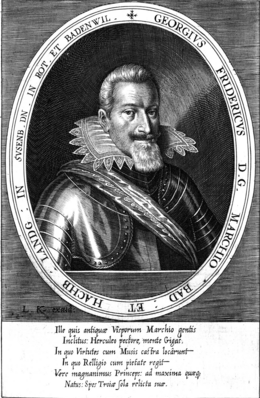
Georg Friedrich von Baden Durlach um 1620
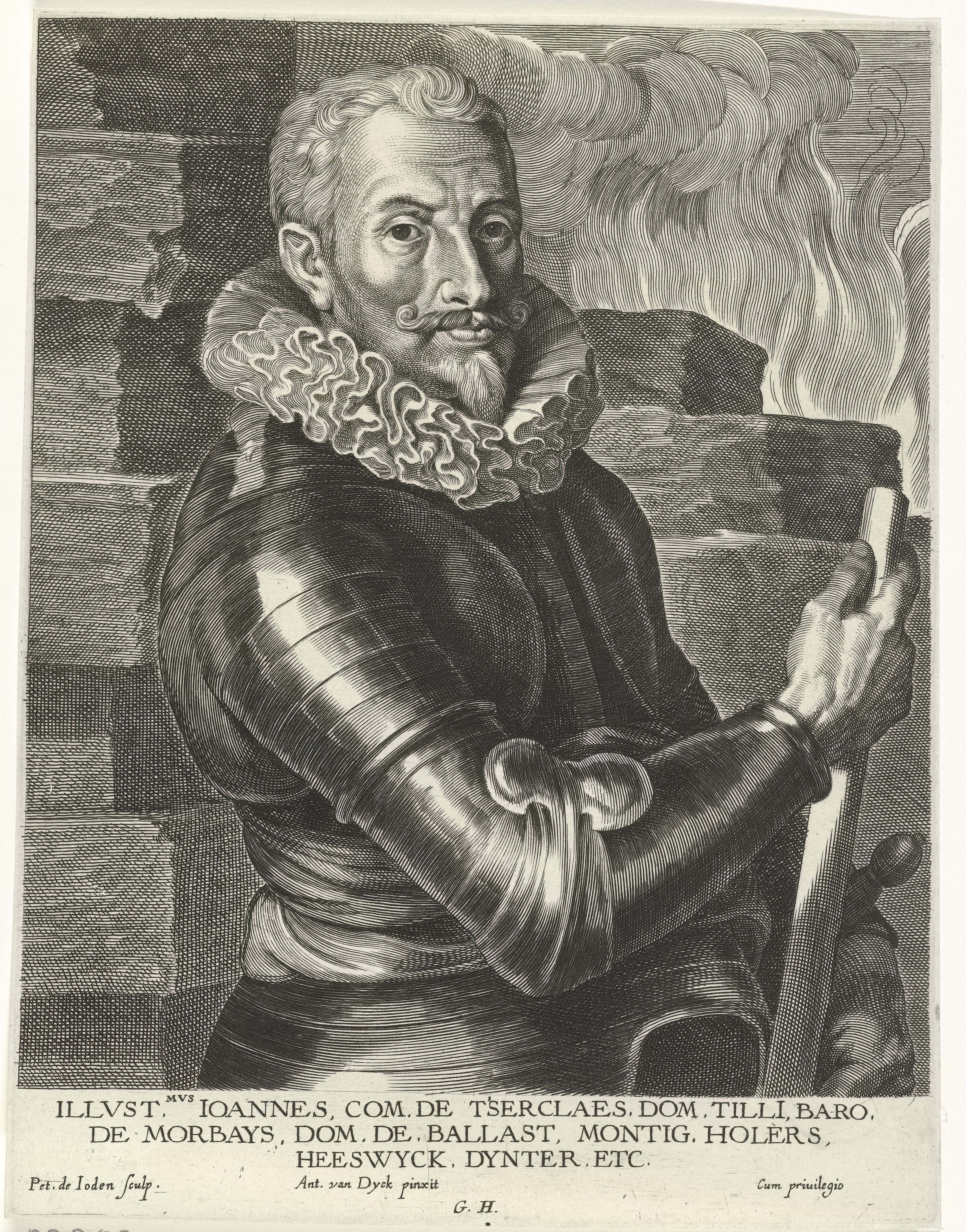
Johann t’Serclaes von Tilly, Stich von Pieter de Jode d. Ä. nach Anthonis van Dyck
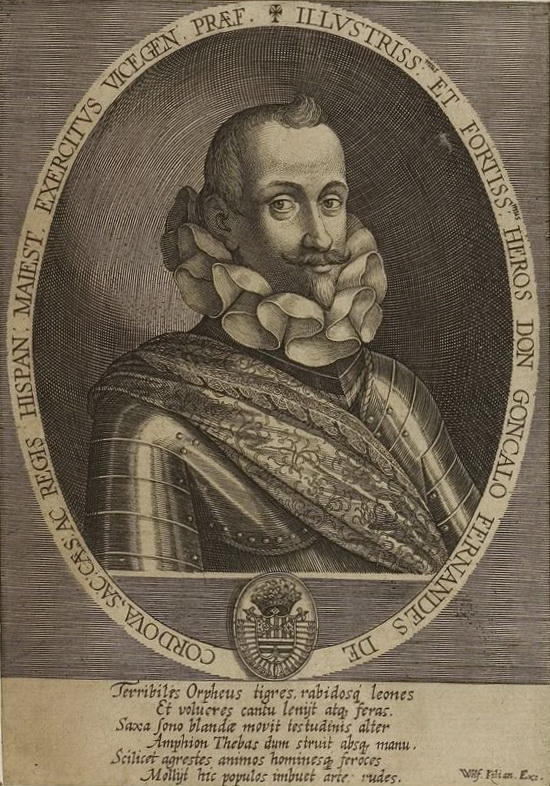
Gonzalo Fernández de Córdoba
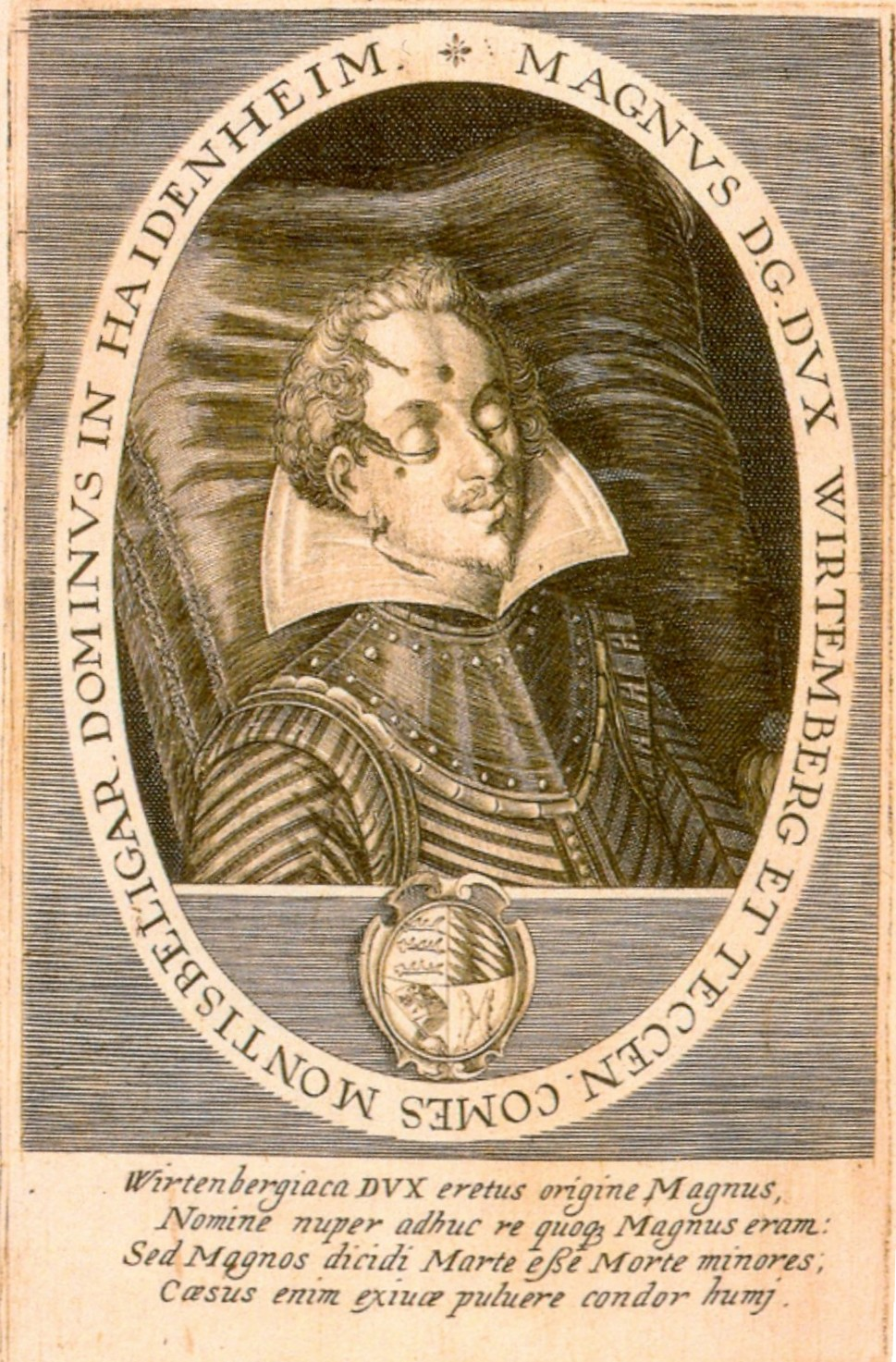
Der in der Schlacht tödlich verwundete Herzog Magnus von Württemberg auf dem Totenbett

### Die Beteiligten

#### Truppen der Kurpfalz

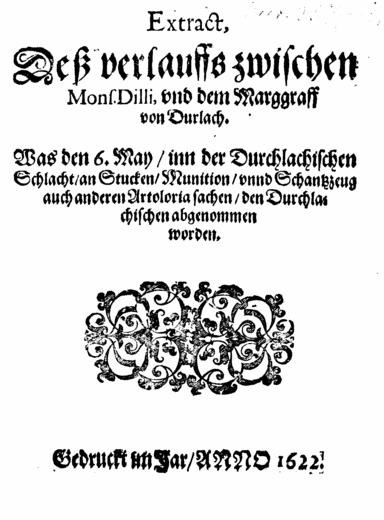
Titelblatt eines Drucks von 1622 zu den in der Schlacht bei Wimpfen eroberten badischen Geschützen

Für Friedrich V. von der Pfalz waren in der Schlacht nur die von Georg Friedrich aufgestellten und angeworbenen Truppen beteiligt, die Armeen von Mansfeld und Christian von Braunschweig konnten nicht eingreifen. Zum einen hatte Georg Friedrich Landwehrregimenter aus seinem Herrschaftsgebiet aufgeboten. Das aus dem badischen Unterland rekrutierte Regiment wurde als Weißes Regiment bezeichnet, zu ihm gehörte auch das Pforzheimer Aufgebot, um das sich in der Überlieferung dann Heldensagen rankten.

Zum anderen waren unter den Truppen des Markgrafen auch außerhalb Badens angeworbene Söldnerverbände. Wilhelm und Bernhard von Sachsen-Weimar führten zwei Regimenter zu und Herzog Magnus von Württemberg ebenfalls. Diese Söldner waren u. a. in Thüringen, Westfalen, Lothringen und der Schweiz angeworben worden. Georg Friedrich hatte seine Truppen mit einer außergewöhnlich starken Artillerie aus etwa 40 Geschützen unterschiedlicher Größe ausgerüstet. In den Türkenkriegen hatte die kaiserliche Armee zum Schutz gegen die schnellen Reiterangriffe des Gegners viele bewehrte Wagen mitgeführt, die sowohl bei Märschen Schutz boten als auch zu Wagenburgen zusammengefügt werden konnten. Georg Friedrich wollte ebenfalls diese defensive Taktik anwenden und führte etwa 70 so genannte Spieß- oder Spitzwagen mit. Diese sehr beweglichen Wagen waren mit eisernen Spitzen (daher der Name) bewehrt, um feindliche Reiterei abzuhalten. Die Bewaffnung der Wagen bestand aus kleinen schwenkbaren Haubitzen. Der Tross bestand aus 1.800 Wagen, die neben Proviant und Munition auch Belagerungsgeräte und sogar eine Schiffsbrücke transportierten.

## Folgen
Nach ihrem Sieg verwüsteten die Ligatruppen Obereisesheim und erschlugen die Bewohner, die nicht hatten fliehen können. Die Spanier unter Córdoba bezogen Quartier bei Neckargartach und verwüsteten es. Da die Bewohner von Obereisesheim geflohen waren, wurden die Tausende von Gefallenen auf dem Schlachtfeld erst am 12. und 17. Mai 1622 von aus der nahen Reichsstadt Heilbronn abgeordneten Personen bestattet. Tilly und Córdoba versuchten im weiteren Verlauf des Böhmisch-Pfälzischen Krieges, die Vereinigung der verbliebenen protestantischen Heere unter Mansfeld und Christian von Halberstadt zu verhindern. Halberstadt wurde am 20. Juni in der Schlacht bei Höchst gestellt und schwer geschlagen. Nach der Schlacht wurde die seit 1594 von der Linie Baden-Durlach verwaltete Markgrafschaft Baden-Baden vom Kaiser wieder der Linie Baden-Baden des Hauses Baden zugesprochen und damit die Oberbadische Okkupation beendet.